# .44 Colt
El .44 Colt fue un cartucho estadounidense para revólver que llegó a comercializarse a partir de 1871 hasta la década de 1940. En su momento, fue uno de los cartuchos más populares, debido a que fue empleado por los soldados estadounidenses.

## Cartucho
El cartucho fue desarrollado para el Ejército de los Estados Unidos. El Ejército lo utilizó hasta 1873, y en ese momento fue reemplazado por el más conocido cartucho .45 Colt.
El desempeño balístico del .44 Colt original es comparable al .44 Remington, pero menos potente que los modernos cartuchos .44 Russian.